# Stephanie Kim
Kim Bo-kyeong (Hangul: 김보경; Hanja: 金寶京; Hán-Việt: Kim Bảo Kinh; sinh ngày 16 tháng 10 năm 1987), tên tiếng Anh là Stephanie Kim, thường được biết đến với nghệ danh Stephanie, là một nữ ca sĩ, vũ công Ballet và diễn viên người Mỹ gốc Hàn, thành viên cũ của nhóm The Grace trực thuộc SM Entertainment.
Cô ra mắt như một nghệ sĩ solo với album "The New Beginning" vào ngày 8 tháng 10 năm 2012.